# Colin Martin

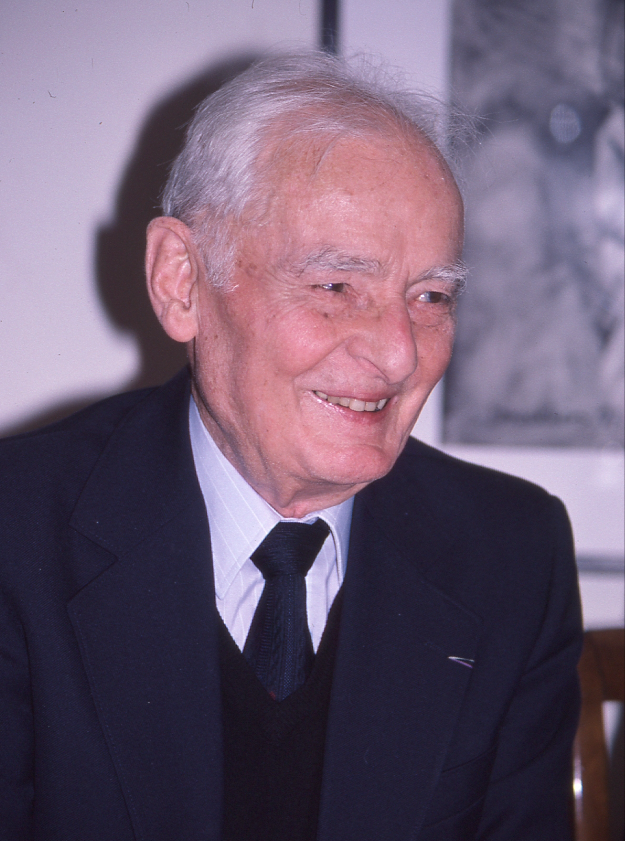

Colin Martin (* 11. März 1906 in Lausanne; † 2. Januar 1995 in Aubonne) war ein Schweizer Jurist, Numismatiker und Museumsleiter.

## Leben
Colin Martin studierte an der Universität Lausanne Rechtswissenschaft und doktorierte 1939 mit der rechtsgeschichtlichen Arbeit La réglementation bernoise des monnaies au Pays de Vaud 1536–1623. 1942 erhielt er das waadtländische Anwaltspatent und praktizierte danach als Jurist.
Dank seines Interesses für die Geldgeschichte wurde er schon während seiner Studienzeit im Jahr 1937 zum nebenamtlichen Leiter des Cabinet des médailles des Kantons Waadt berufen, der er bis 1978 vorstand. In dieser Institution, die im Palais de Rumine in Lausanne untergebracht ist, besorgte er die wissenschaftliche Erschliessung des Münzenbestands. Er ergänzte die münzgeschichtliche Sammlung und die Fachbibliothek des Münz- und Medaillenkabinetts.
Durch seine Tätigkeit für die geldgeschichtliche Sammlung des Kantons Waadt und aufgrund seiner zahlreichen Publikationen zählte Colin Martin zu den bekanntesten Numismatikern der Schweiz.  Er war von 1949 bis 1975 Präsident der Schweizerischen Numismatischen Gesellschaft, zudem Kassier der Internationalen Kommission der Numismatik und von 1975 bis 1978 Präsident der Schweizerischen Geisteswissenschaftlichen Gesellschaft (heute Schweizerische Akademie der Geistes- und Sozialwissenschaften SAGW).
Als eine Gruppe von Professoren der Universität Lausanne 1939 die Schriftenreihe Bibliothèque historique vaudoise gründete, übernahm Colin Martin die Redaktion dieser Publikationen. 1974 kam auf seine Initiative die weitere Schriftenreihe Cahiers d’archéologie romande dazu, und seit 1992 erschienen die Cahiers romands de numismatique.
1973 verlieh ihm die Universität Lausanne die Ehrendoktorwürde. Ein Ausstellungssaal des Münzmuseums von Lausanne trägt zur Erinnerung an den Numismatiker den Namen Salle Colin Martin.

## Werke (Auswahl)
- Trésors et trouvailles monétaires racontent l’histoire de Pays de Vaud. Lausanne 1973.
- mit Gilbert Kaenel (u. a.): Nouvelles recherches sur le vicus gallo-romain de Lousonna (Vidy-Lausanne). Lausanne 1980.